# Robert Henrotin de Santarés
Robert Henrotin de Santarés (nascut entre els segles XIX i XX), fou un diplomàtic francès i agent secret del règim de Vichy o un estafador que s'hi va fer passar. Fins i tot el seu nom veritable és controvertit: «als actes de la policia apareix com a Robert de la Mar(c)k, si bé apareix en preferència com a Robert Henrotin de Santarès i posseïa targetes de visita com «Príncep de Borbó-Parma». Segons Mercedes Terra, el seu nom veritable era Robert Henrotin de Santarès, sense cap títol de noblesa. Després de la Segona Guerra Mundial visqué exiliat a Uruguai d'on el 1950 en va ser deportat després de saber-se la seva veritable identitat. Embarcà al vapor Kerguelen en direcció de Bordeus el 7 d'agost de 1950.